# Metropolia ostrzyhomsko-budapeszteńska
Metropolia ostrzyhomsko-budapeszteńska – najstarsza metropolia Kościoła rzymskokatolickiego na Węgrzech. Składa się z metropolitalnej archidiecezji ostrzyhomsko-budapeszteńskiej i 3 diecezji, w tym jednej będącej eparchią Kościoła katolickiego obrządku bizantyjsko-węgierskiego. Arcybiskupstwo ostrzyhomskie powstało w 1001 dzięki staraniom pierwszego króla Węgier Stefana. Erekcję arcybiskupstwa ogłosił papież Sylwester II w Rawennie. 
Arcybiskupi ostrzyhomscy noszą tytuł "prymasa Węgier". Nazwa archidiecezji (a tym samym metropolii) została zmieniona 31 maja 1993 bullą Hungarorum gens papieża Jana Pawła II. Od 2002 godność metropolity i prymasa sprawuje arcybiskup (od 2003 - kardynał) Péter Erdő.
W skład metropolii wchodzą obecnie:
- archidiecezja ostrzyhomsko-budapeszteńska
  - diecezja Győr
  - diecezja Székesfehérvár